# Albert Gayer
Pour les articles homonymes, voir Gayer.
Albert Gayer (né le 2 décembre 1881 à Mannheim, mort le 9 septembre 1930 à Hambourg) est un contre-amiral allemand.

## Biographie
Gayer entre le 10 avril 1899 comme cadet dans la Kaiserliche Marine puis complète sa formation sur la frégate croiseur léger SMS Gneisenau puis entre dans l'École de la Marine l'année suivante en tant qu'aspirant. Durant son service sur le navire de défense côtière SMS Hagen, il est promu Leutnant zur See en septembre 1902. Mais jusqu'en décembre il est écarté par l'inspection et est officier sur le petit croiseur SMS Sperber (de). De juillet à septembre 1905, il fait partie de la canonnière SMS Habicht (de). Entre-temps, Gayer est lieutenant de vaisseau le 27 janvier 1904. À son retour en Allemagne, il intègre le torpilleur G 110. Le 30 septembre 1909, il sert sur le SMS Württemberg (de). Le capitaine-lieutenant est mis à disposition pour suivre une formation pour être sous-marinier. Comme officier de torpilleur, il arrive sur le SMS Braunschweig et le SMS Kaiser. 
Il participe à la Première Guerre mondiale d'abord dans la 3. Halbflottille. Il est fait capitaine de corvette en avril 1916. En octobre, il prend la tête de la III. U-Bootsflottille puis est nommé chef du département des sous-marins à l'office du Reich à la Marine le 5 décembre 1917. Pendant un bref temps en novembre 1918, il est sur le croiseur SMS Dresden.
Du 17 novembre 1918 au 19 mai 1920, il conserve sa position sur le SMS Regensburg jusqu'à sa remise à la France. En juin 1922, il devient fregattenkapitän. En avril 1923, il obtient le commandement de la flotte à Hambourg, est promu kapitän zur See en février 1925 puis contre-amiral en mars 1929. Il prend sa retraite de la Reichsmarine le 31 janvier 1930.
En 1920, il publie plusieurs volumes de Die deutschen U-Boote in ihrer Kriegführung 1914-1918.
Il se suicide le 9 septembre 1930 à Hambourg.

## Récompenses et distinctions
- Croix de fer 2e classe (1914)
- Croix de chevalier de l'Ordre de Hohenzollern
- Ordre de l'Aigle rouge 4e classe
- Insigne de combat des U-Boote (1918)
- Médaille coloniale (de)
- Médaille militaire de service prussienne
- Ordre du Mérite militaire (Bavière) 4e classe
- Chevalier de l'Ordre d'Albert
- Croix de Frédéric-Auguste
- Croix du Mérite militaire (Autriche) 2e classe avec distinction de guerre